# Sergueï Kamenskiy
Sergueï Kamenskiy est un tireur russe né le 7 octobre 1987. Il a remporté la médaille d'argent de l'épreuve de carabine à 50 m 3 positions aux Jeux olympiques d'été de 2016 à Rio de Janeiro.
Il est médaillé d'or en carabine à 10 m air comprimé par équipe mixte aux Jeux européens de 2019 à Minsk.